# Grua del Japó
La grua del Japó (Grus japonensis) és una espècie d'ocell de la família dels grúids (Gruidae) que habita vores de llacs i pantans del nord-est de Mongòlia i de la Xina, sud-est de Sibèria i nord del Japó.

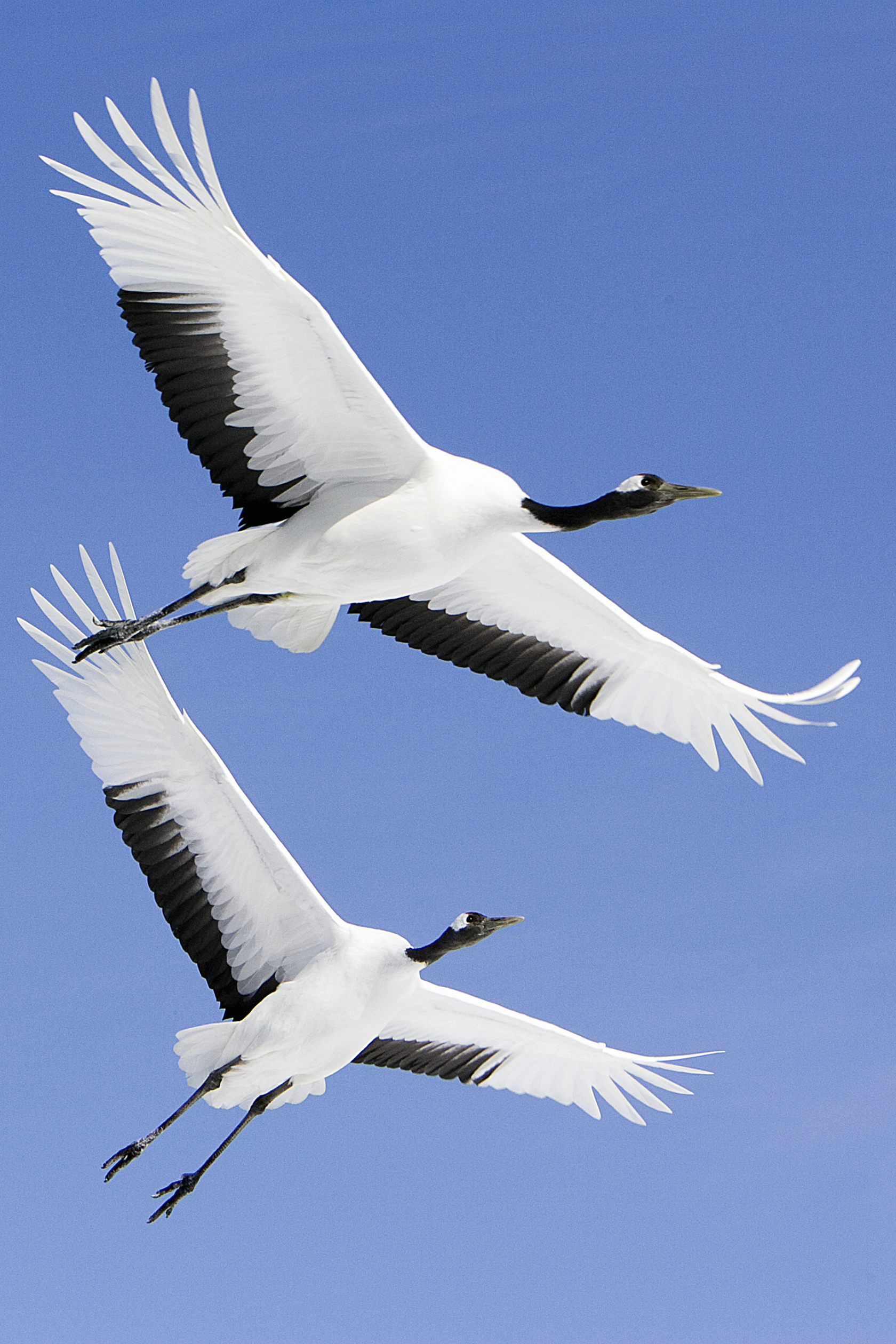
Grua japonesa